# 2000年夏季奥林匹克运动会安提瓜和巴布达代表团
2000年夏季奥林匹克运动会安提瓜和巴布达代表团是安提瓜和巴布达所派出的2000年夏季奥林匹克运动会代表团。这是该国第六次参加奥运。

## 项目及成果

### 田径
男子200米
- N'Kosie Barnes

- 第一轮 — 21.82 (未晋级)

女子100米
- Heather Samuel

- 第一轮 — 11.62 (未晋级)

女子200米
- Heather Samuel

- 第一轮 — 24.44 (未晋级)

### 帆船
男子激光级单人艇
- James Karl

- 第一圈 — 26
- 第二圈 — 34
- 第三圈 — 27
- 第四圈 — 34
- 第五圈 — (38)
- 第六圈 — 25
- 第七圈 — 29
- 第八圈 — 33
- 第九圈 — 35
- 第十圈 — (38)
- 第十一圈 — 38
- 最终圈 — 281 (第39名)